# Étavigny
Étavigny is een gemeente in het Franse departement Oise (regio Hauts-de-France) en telt 118 inwoners (1999). De plaats maakt deel uit van het arrondissement Senlis.

## Geografie
De oppervlakte van Étavigny bedraagt 7,1 km², de bevolkingsdichtheid is 16,6 inwoners per km².
De onderstaande kaart toont de ligging van Étavigny met de belangrijkste infrastructuur en aangrenzende gemeenten.

## Demografie
Onderstaande figuur toont het verloop van het inwonertal (bron: INSEE-tellingen).